# (100678) 1997 XV9
(100678) 1997 XV9 es un asteroide perteneciente al cinturón de asteroides descubierto el 4 de diciembre de 1997 por el equipo del Beijing Schmidt CCD Asteroid Program desde la Estación Xinglong, Hebei, China.

## Designación y nombre
Designado provisionalmente como 1997 XV9.

## Características orbitales
1997 XV9 está situado a una distancia media del Sol de 2,607 ua, pudiendo alejarse hasta 3,255 ua y acercarse hasta 1,959 ua. Su excentricidad es 0,248 y la inclinación orbital 12,35 grados. Emplea 1538,05 días en completar una órbita alrededor del Sol.

## Características físicas
La magnitud absoluta de 1997 XV9 es 15,6. 